# Konstantin Konstantinowitsch Michailow
Konstantin Konstantinowitsch Michailow (russisch Константин Константинович Михайлов; bzw. Konstjantin Konstjantinowitsch Michailow, ukrainisch Костянтин Костянтинович Михайлов; * 10. Mai 1910 in Kiew; † 29. Mai 1994 in Moskau) war ein sowjetischer Schauspieler, Schauspiellehrer und Synchronsprecher.

## Biografie
Konstantin Michailow war der Sohn von Konstjantin Mikolaiowitsch Michailow (1882–1961), eines Pianisten, Musiklehrers und späteren Träger des Titels Verdienter Kunstschaffender der Ukrainischen SSR. Er besuchte zunächst bis 1925 in Kiew die Schule und studierte danach Literatur an der Staatlichen Universität Moskau. Von 1928 bis 1930 ließ sich Michailow von Juri Alexandrowitsch Sawadski zum Schauspieler ausbilden und trat danach für das Moskauer Kunsttheater auf. Einer Einladung Nikolai Wassiljewitsch Petrows folgend arbeitete er ab 1935 für drei Jahre als Regisseur am Russischen Dramatheater von Charkow. 1938 begann Michailow am Großen Dramatheater in Leningrad Schauspiel zu unterrichten. Der Ausbruch des Deutsch-Sowjetischen Krieges führte zur Übersiedlung nach Taschkent, wo er künstlerischer Leiter des Darstellerstabes im örtlichen Filmstudio und Regisseur am Theater der Kinoschauspieler wurde. 1944 holte ihn Sawadski an das Mossowjet-Theater, wo der gebürtige Kiewer bis zur Pensionierung 1988 auftrat. Er galt als sehr ausdrucksstarker Mime und war v. a. für sein aristokratisches Auftreten bekannt. 1951 schloss Michailow das Studium des Marxismus-Leninismus ab und war von 1958 bis 1961 stellvertretender Direktor für organisatorische und kreative Angelegenheiten am Mossowjet-Theater. Pädagogischen Tätigkeiten am Glasuno-Theater und der Moskauer Music Hall folgte 1962 ein Lehrauftrag der Staatlichen Instituts für Theaterkunst. Dort hatte er ab dem 3. November 1972 eine außerordentliche Professur inne und war von 1979 bis 1983 stellvertretender Professor.
Im Film trat der dunkelhaarige Darsteller erstmals 1939 in Auf der Wyborgseite auf, seine Rolle eines Offiziers wurde aber nicht in den Credits genannt. Während des Krieges spielte er in einigen in Zentralasien gedrehten Projekten. Bis Anfang der 1960er Jahre nahm Michailow nur noch vereinzelt Engagements wahr, danach war er bis Ende der 1980er Jahre fast ausschließlich in Bühnenaufzeichnungen zu sehen. Michailow spielte häufig Autoritätspersonen und Militärangehörige. Außerdem war er in den russischsprachigen Versionen zahlreicher Filme aus den Unionsrepubliken und dem Ausland zu hören.
Michailow war viele Jahre mit Lidija Iwanowna Tilik (* 1910) verheiratet, die Ehe blieb jedoch kinderlos. Er galt privat als geselliger, humorvoller und stilvoller Mensch, der aber nach dem Tod seiner Frau zunehmend vereinsamte. Außerdem war Michailow ein großer Hundeliebhaber.
Er starb 84-jährig und wurde neben seinem Vater auf dem Baikowe-Friedhof beigesetzt.

## Auszeichnungen
Michailow war Träger folgender Titel und Auszeichnungen:
- Medaille „Für heldenmütige Arbeit im Großen Vaterländischen Krieg 1941–1945“ (1946)
- Medaille „In Erinnerung an den 800. Jahrestag von Moskau“ (1948)
- Verdienter Künstler der RSFSR (1949)
- Volkskünstler der RSFSR (30. Dezember 1967)
- Medaille „Veteran der Arbeit“ (1976)

## Rollen am Mossowjet-Theater (Auswahl)
- Der schöne Mann (Krassawez-muschtschina) – von Alexander Ostrowski
- Die schuldlos Schuldigen (Bes winy winowatyje) – von Alexander Ostrowski
- Maskerade (Maskarad) – von Michail Lermontow
- Сомов и другие (Somow i drugije) – von Maxim Gorki
- König Lear (The Tragedie of King Lear) – von William Shakespeare
- Nora oder Ein Puppenheim (Et dukkehjem) – von Henrik Ibsen
- Дядюшкин сон (Djadjuschkin son) – nach Fjodor Dostojewski Onkelchens Traum
- Eine etwas sonderbare Dame – von John Patrick
- Глазами клоуна (Gladamu klouna) – nach Heinrich Bölls Ansichten eines Clowns
- Дальше - тишина… (Dalsche - tischina...) – nach Viña Delmars Drehbuch zu Kein Platz für Eltern
- Das letzte Opfer (Poslednjaja schertwa) – von Alexander Ostrowski
- Don Karlos – von Friedrich Schiller
- Der lebende Leichnam (Schiwoi trup) – von Lew Tolstoi
- Суд над судьями (Sud nad sudjami) – nach Abby Manns Drehbuch zu Urteil von Nürnberg

## Filmografie (Auswahl)

### Darsteller
- 1939: Auf der Wyborgseite (Wyborgskaja storona)
- 1941: Tanker „Derbent“
- 1943: Nasreddin in Buchara (Nasreddin w Buchare)
- 1944: Mensch Nr. 217 (Tschelowek № 217)
- 1949: Die Stalingrader Schlacht – Teil 1 (Stalingradskaja bitwa I)
- 1949: Die Stalingrader Schlacht – Teil 2 (Stalingradskaja bitwa II)
- 1955: Der Weltmeister (Tschempion mira)
- 1955: Prinzeß Mary (Knjaschna Meri)
- 1955: Der Weg ins Leben (Pedagogitscheskaja poema)
- 1965: Deckname Arsenij (Towarischtsch Arseni)
- 1968: Tatjanas Tag (Tatjanin den)

### Synchronsprecher
- 1947: Tragische Jagd (Caccia tragica) – für Alfredo Salvatori
- 1955: Ernst Thälmann – Führer seiner Klasse – für Kurt Wetzel
- 1955: Der Fall Judith B. (Gázolás) – für Rudolf Somogyvári
- 1956: Jan Žižka – für Ladislav Bohác
- 1957: Die Fälschung (Padělek) – für Václav Vydra
- 1959: Ausgerechnet Charlie Brown (Carlton-Browne of the F.O:) – für Thorley Walters
- 1960: Dynamit und krumme Touren (There Was a Crooked Man) – für Andrew Cruickshank
- 1960: Die Kreuzritter (Krzyżacy) – für Henryk Borowski
- 1960: Leute mit Flügeln
- 1960: Virrad – für László Ungváry
- 1961: Frühlingsgewitter (Jarní povětří) – für Karel Höger
- 1961: Soldaten in Uniform (Soldati fara uniforma)
- 1961: Alles Gold dieser Welt (Tout l'or du monde) – für Philippe Noiret
- 1961: Wer sind Sie, Dr. Sorge? (Qui êtes-vous, Monsieur Sorge?) – für Rolf Kutschera
- 1961: Europolis (Porto-Franco)
- 1963: Der Boxer und der Tod (Boxer a smrt) – für Jindřich Narenta
- 1964: Schwarzer Samt – für Rudolf Ulrich
- 1965: Le soldatesse – für Guido Alberti
- 1966: Geschichte meiner Dummheit (Butaságom története) – für Zoltán Várkonyi
- 1966: Hokuspokus oder: Wie lasse ich meinen Mann verschwinden…? – für Klaus Miedel
- 1967: Mord aus dem Jenseits (Vrah zo záhrobia) – für Jozef Budský
- 1975: Es regnet über Santiago (Il pleut sur Santiago)